# Структура метаморфних стена
Структуре метаморфних стена настају на два начина: процесом прекристализације, тј. растом нових минерала у чврстој или делимично чврстој маси стене. Овај раст назива се бластеза, а структуре настале на овај начин називају се бластичним структурама.
Друга група структура настала је дробљењем дела или читаве масе примарних стена. Ове структуре називају се кластичним структурама.

## Бластичне структуре
Бластичне структуре метаморфних стена деле се на две групе:
1. реликтне структуре, код којих се још увек запажа примарна структура стене;
2. сингенетске структуре, које су настале истовремено када и метаморфне стене и које не садрже елементе структуре примарне стене.

Обзиром да реликтне структуре у основи имају структуре примарних седиментних или магматских стена, које су више или мање преиначене, назив структуре добија се тако што се на назив примарне структуре дода префикс бласто. 
Код сингенетских структура, према величини зрна, издвајају се две групе структура: хомеобластичне структуре, где су зрна стене уједначеног облика, и хетеробластичне структуре, код којих су зрна различите величине.
Од хомеобластичних структура разликују се:
- лепидобластична структура, која се карактерише присуством листастих минерала (лискуни, хлорит, талк);
- гранобластична структура, код које се минерали јављају у облику зрна, обично изометричног облика (кварц, фелдспати, карбонати);
- нематобластична структура, која се карактерише присуством приткастих минерала (амфиболи и пироксени);
- порфиробластична структура, која спада у групу хетеробластичних структура. Она настаје када поједини минерали, због бластезе расту брже од осталих (називају се порфиробласти). Структура подсећа на порфирску (код магматских стена), по којој је и добила име.

Треба напоменути да метаморфне стене могу имати више структура истовремено, што зависи од састава стене.
Према начину срастања такође се разликује више врста метаморфних структура:
- мозаична структура, код које су зрна минерала срасла по мање – више равним површима;
- импликациона структура, код које су зрна срасла по врло неправилним површима, тј. зупчасто задиру једно у друго.

У току метаморфизма може доћи и до стварања специфичних структура које су последица одређених метаморфних процеса, који су дали дату метаморфну стену. Најважније су:
- келефитски рубови, који представљају ореоле око зрна појединих минерала (граната, оливина, пироксена), а настали су као реакција поменутих минерала са минералима другачијег хемизма;
- појкилобластична структура, која је настала тако што је један минерал у току раста (бластезе) уклапао друге (старије) минерале;
- симплектитска структура, која представља веома развијену импликациону структуру, при чему је немогуће одредити која су зрна уклопљена, а која уклапају дате минерале.

## Кластичне структуре
Кластичне или катакластичне структуре настају дробљењем стена услед тектонских покрета. После дробљења обично се врши и рекристализација, па продукти дробљења прелазе у гранобластичне агрегате. 
Порфирокластичне структуре су врста кластичних структура са крупнијим (неполомљеним) зрнима, које називамо порфирокластима. 